# Tzofit
Tzofit (tiếng Hebrew: צופית) là một moshav thuộc hạt Quận Trung, Israel. Nằm trong thung Đồng bằng Sharon giữa Kfar Saba, Tzofit thuộc thẩm quyền quản lý của Hội đồng vùng Drom HaSharon. Dân số tháng 12 năm 2012 là 1,283 người.